# Frederick Leyland
Pour les articles homonymes, voir Leyland.
Frederick Richards Leyland (né le 30 septembre 1831 à Liverpool, décédé le 4 janvier 1892 à Liverpool) est un marin britannique, riche propriétaire de la compagnie maritime Leyland Line, et collectionneur d'art avant-garde.

## Biographie
Frederick Leyland est l'un des trois fils de John Leyland, libraire, et Ann Jane Leylan,.
Il commence sa carrière en 1844 dans la plus ancienne entreprise indépendante de transport maritime de Liverpool, John Bibby & Sons, où il est apprenti. Il devient commercial en 1859, puis partenaire en 1861 après avoir été instrumental dans une résolution de conflit avec la corporation de Birkenhead. Il devient partenaire de la société à 30 ans. Il rachète la société John Bibby & Sons en 1871 et la renomme Leyland Line. En 1882, la compagnie maritime compte 25 bateaux à vapeur,.
Frederick Leyland fait fortune de ses activités maritimes et devient un grand collectionneur d'art de Renaissance italienne et investit dans les artistes d'avant-garde émergents. Il est proche des artistes Dante Gabriel Rossetti, James Abbott McNeill Whistler, Edward Burne-Jones, et du collectionneur John Miller.

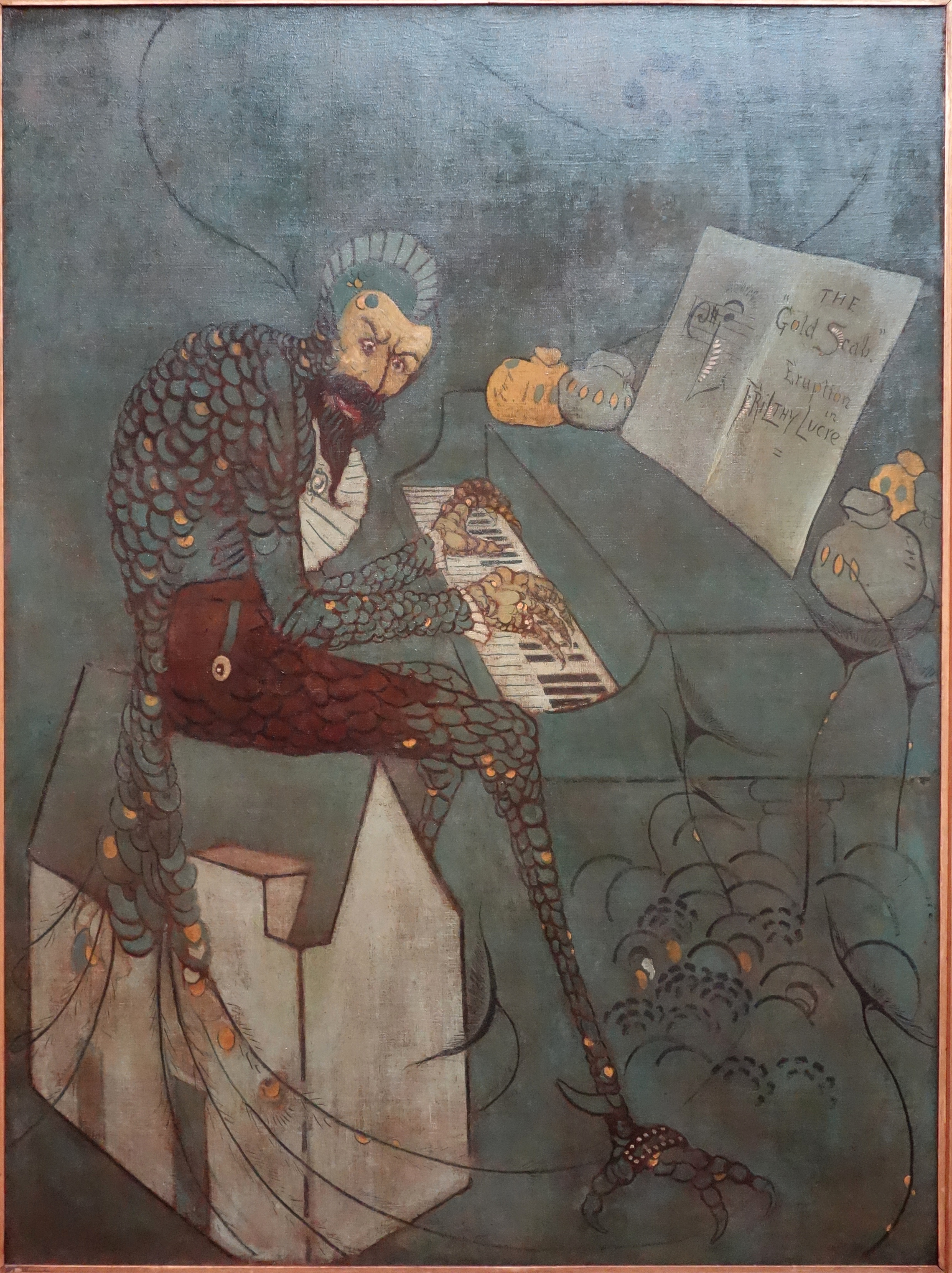
The Gold Scab
Whistler, 1879
Musées des Beaux-Arts de San Francisco

En 1876, James Abbott McNeill Whistler redessine la salle à manger de la maison de Leyland à Londres, une œuvre baptisée Harmony in Blue and Gold: The Peacock Room, aujourd'hui exposée au Freer Gallery of Art. Leyland et Whistler se disputent à la suite de la réalisation de ce projet et par la suite, Whistler dessine le Gold Scab, un portrait satirique de Frederick Leyland.
Il prend sa retraite en 1888, et cède la direction de Leyland Line à son fils Frederick Dawson Leyland.
Frederick Leyland décède en 1892. Il est enterré au cimetière de Brompton. Edward Burne-Jones a dessiné sa tombe en bronze (la seule pièce funéraire de son œuvre). Sa tombe, classée en 1984, est le seul monument funéraire du Royaume-Uni à être classé.

## Vie privée
Frederick Richard Leyland est marié à Frances née Dawson (1836-1910). Ils ont quatre enfants : Frederick Dawson (1856-), Fanny (1857-), Florence (1859-), Elinor (1861-1952). La famille Leyland réside à Falkner Square à Liverpool, puis déménage dans le Speke Hall en périphérie de la ville en 1867, que Frederick Leyland rénove,. il se sépare de Frances Dawson en 1879.

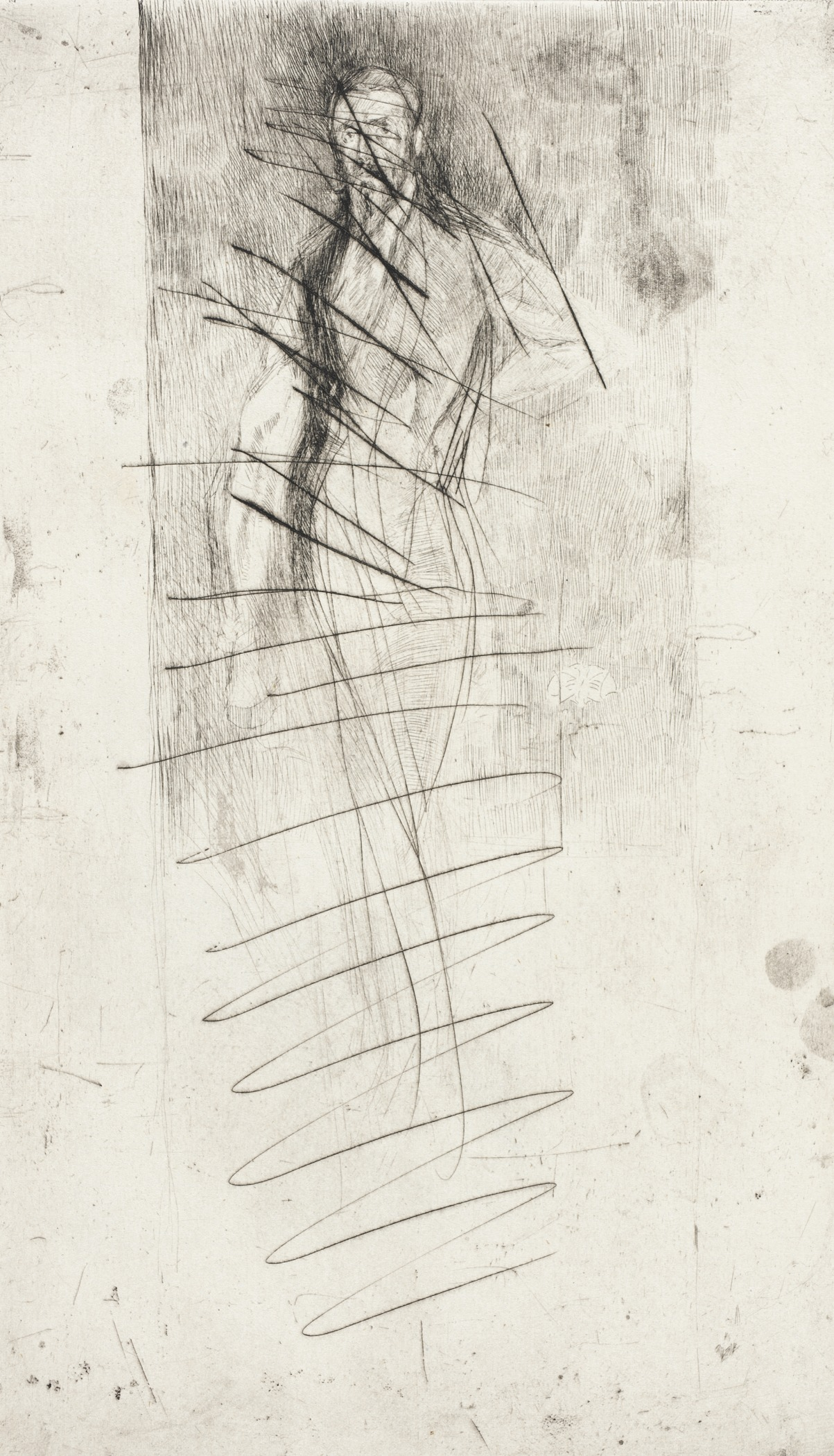
Frederick Leyland par James Abbott McNeill Whistler (entre 1870 et 1873).
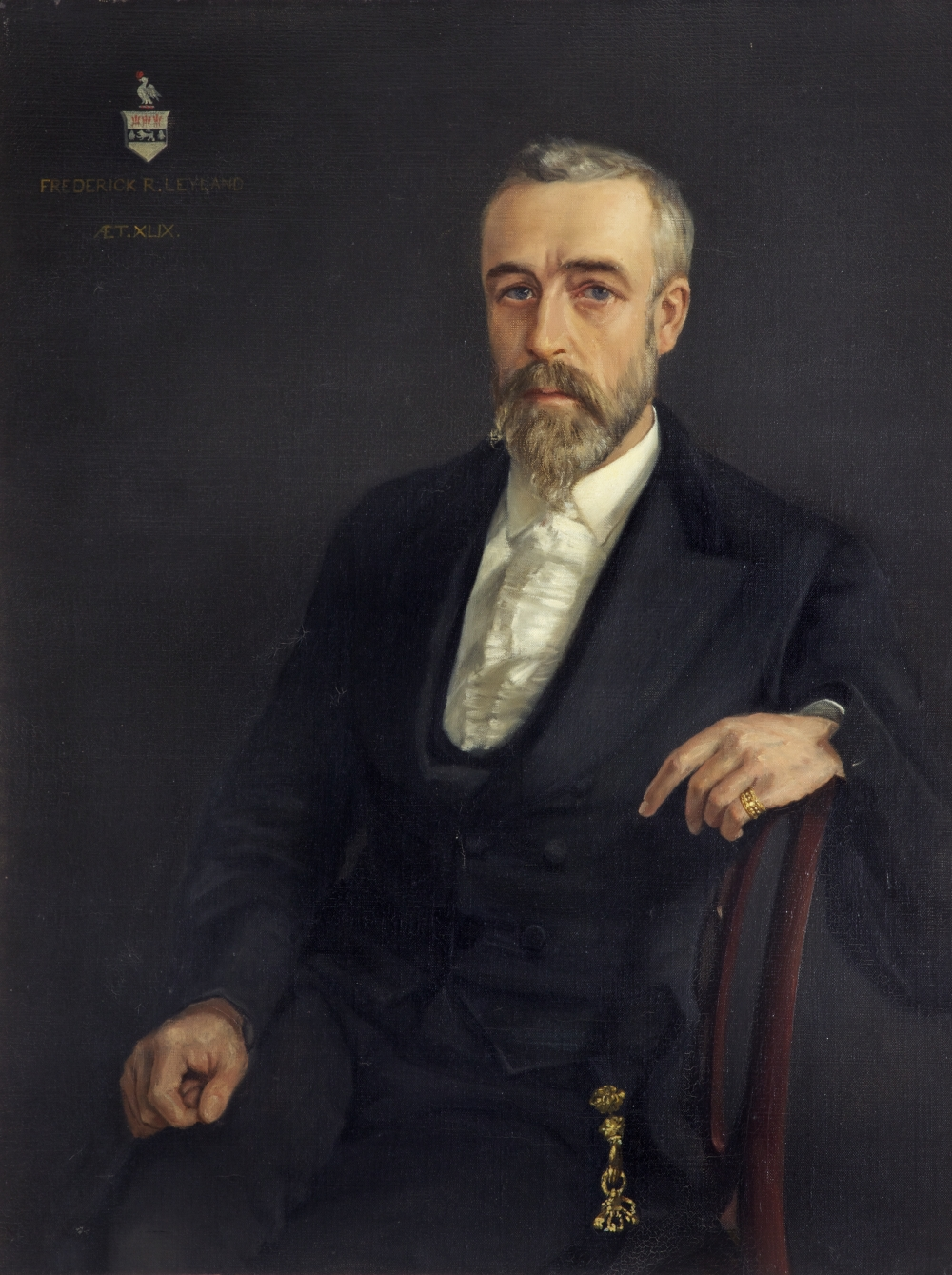
Frederick Leyland par Rosa Corder.
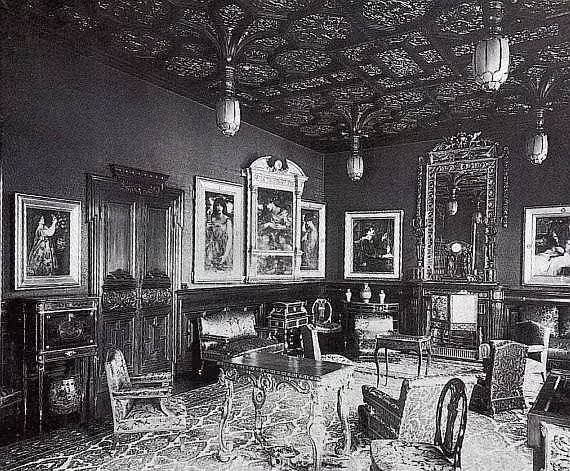
"Drawing room" de Frederick Leyland au 49 Princes Gate à Londres.
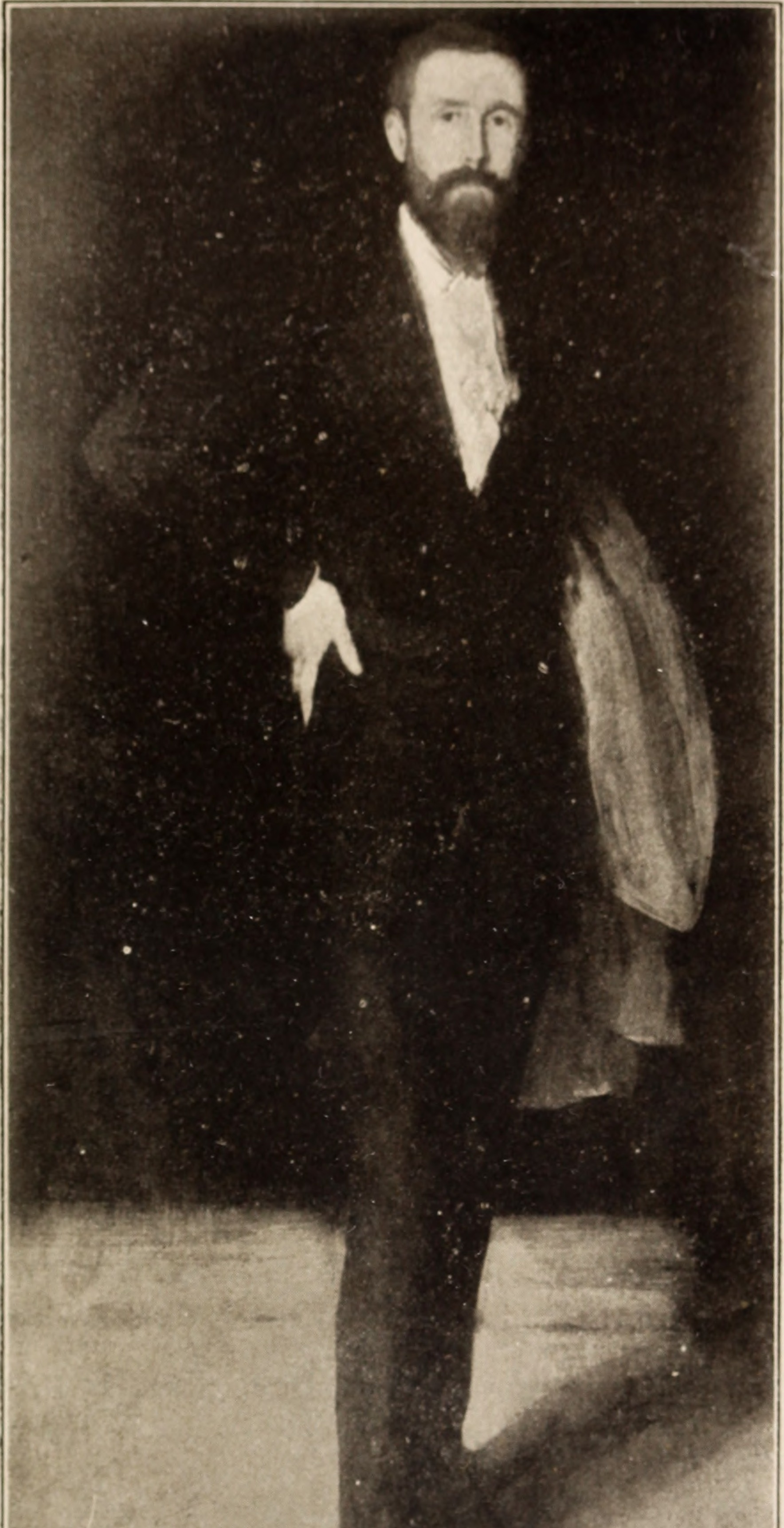
Frederick Leyland par James Abbott McNeill Whistler.
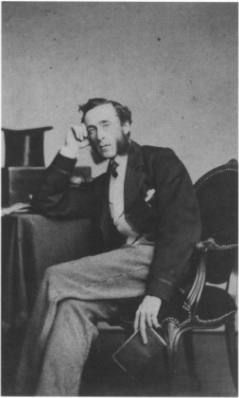
Photographie de Frederick Leyland (circa 1870).
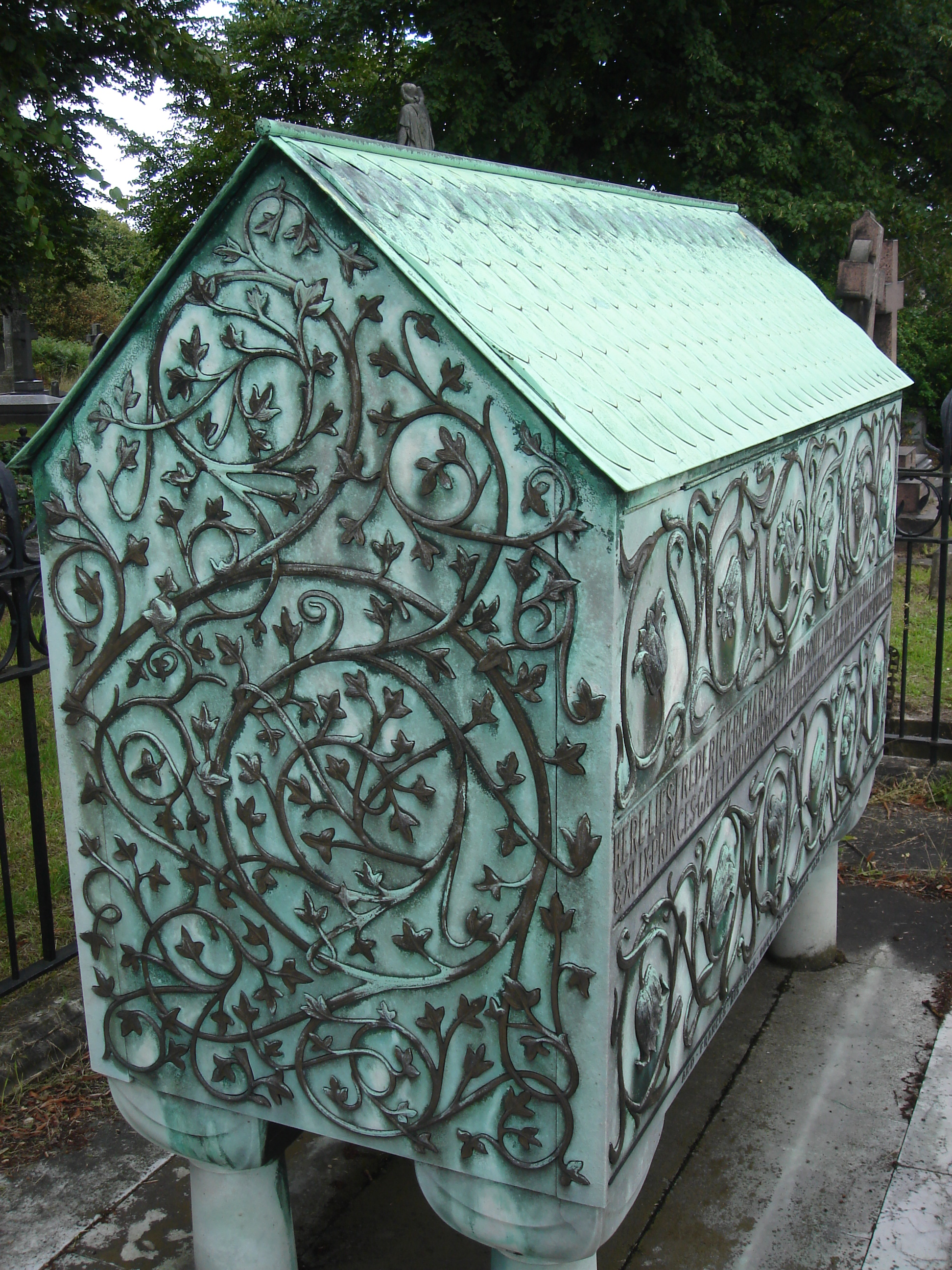
Tombe de Frederick Leyland.